# Castrul roman de la Voinești

## Descriere
Castrul roman din satul Voinești, comuna Lerești, județul Argeș (comună lipită de orașul Câmpulung Mușcel) este situat în punctul Măilătoaia, pe Malul lui Cocoș. El este azi total nivelat. În această zonă, s-au descoperit fragmente ceramice, toarte de amforă, cuie, fragmente de apeduct, un obiect din metal de formă neidentificată, două tuburi (conducte) de plumb, depozitate la școala din Voinești. S-a mai găsit și o cantitate de 8 kg plumb topit, ceea ce înseamnă că lungimea tuburilor era mult mai mare sau că distrugerea fortificației s-a produs într-un incendiu. Materialul folosit la construcție este specific tehnicii romane: piatră de colț (calcare și gresii), cărămizi de dimensiuni mari, bine arse, și lianți („opus incertum“ și „signinum“). Resturile tuburilor de plumb, ca și prezența acestui „opus signinum“ par a da indiciul că această construcție sau cel puțin o parte din ea se folosea drept băi („therme“), nelipsite castrelor. În cazul de față, ele s-ar afla în afara castrului. E un edificiu important, în care ruinele s-au păstrat foarte bine. 
Din păcate, rezultatele nu au fost niciodată publicate, totul rămânând la stadiul de investigație. Termele se întindeau pe o suprafață de 300 - 350 de metri pătrați, iar castrul probabil că s-ar fi întins pe o suprafață de un hectar.
Unele dintre cele mai valoroase obiecte de inventar sunt două ștampile tegulare. Prima se încadrează cronologic la începutul secolului II după Hristos. Ea se află imprimată pe un fragment de cărămidă cu dimensiunile de 19 x 6 x 2,5 cm. Ștampila este în cartuș dreptunghiular lat de 4 cm. Literele sînt înalte de 2 cm, iar inscripția „Leg(io) XI C(laudia) P(ia) F(idelis)“ argumentează istoric prezența la Voinești a legiunii menționate sau a unei subunități a acesteia. Cea de-a doua ștampilă se află imprimată pe o cărămidă fragmentară cu dimensiunile de 12,5 x 10,5 x 2 cm și este în cartuș dreptunghiular simplu, incomplet, lat de 2 cm. Lectura este următoarea: „Coh(ars) (I) Com(magenorum)“. Ca și precedenta ștampilă, și aceasta este datată cronologic la începutul secolului II după Hristos. Este o dovadă certă că termele și castrul de la Voinești au fost construite și locuite de detașamente ale Cohortei I Flavia Commagenorum.
Descoperirea sa a fost făcută de elevii școlii din localitate, sub directa îndrumare a profesorului de Istorie Marin Bădescu și a învățătorului Constantin Becleanu, în cadrul concursului „Căutătorii de comori“, din toamna anului 1969. De atunci și pînă în prezent, s-au efectuat săpături sporadice, de cele mai multe ori tot cu copii de la școală, în perioadele de practică, dar rezultatele n-au fost prea concludente, pentru că nu s-a găsit înțelegere la proprietarul terenului. Săpăturile au fost reluate la începutul lunii septembrie 2013, la inițiativa vicepreședintelui CJ Argeș, Constantin Polexe, originar din Lerești, sub supravegherea reprezentanților Institutului Național de Arheologie și ai Muzeului Județean, fiind descoperite ruinele unor terme romane, parte integrantă dintr-un castru.
Castrul roman de la Voinești făcea parte din marele val antic Limes Transalutanus, care a cunoscut extinderea sa maximă pe vremea lui Septimiu Sever (secolele II - III). În Argeș, traseul lui urmează linia castrelor Urluieni - Fîlfani - Purcăreni - Săpata de Jos - Albota - Jidava - Voinești - Rucăr, iar spre Brașov, se continuă cu cele de la Drumul Carului și Cumidava. 
În 1986, cînd s-a băgat o conductă de apă pentru orașul Cîmpulung, construcția a avut de suferit pe latură nord-estică, însă partea bună este că atunci s-a dovedit clar că aici a existat un edificiu important.